# Мејфилд (Канзас)
Мејфилд (енгл. Mayfield) град је у америчкој савезној држави Канзас.

## Демографија
По попису из 2010. године број становника је 113, што је 0 (0,0%) становника више него 2000. године.
| Група             | 2000.       | 2010.       |
| Белци             | 106 (93,8%) | 110 (97,3%) |
| Афроамериканци    | 0 (0,0%)    | 0 (0,0%)    |
| Азијати           | 2 (1,8%)    | 1 (0,9%)    |
| Хиспаноамериканци | 2 (1,8%)    | 2 (1,8%)    |
| Укупно            | 113         | 113         |